# Scissor Sisters (musikalbum)
Scissor Sisters är ett självbetitlat musikalbum från 2004 av den amerikanska rockgruppen Scissor Sisters. Albumet var det bästa säljande i Storbritannien under 2004.

## Låtlista
1. Laura
2. Take Your Mama
3. Comfortably Numb (cover på Pink Floyds original)
4. Mary
5. Lovers in the Backseat
6. Tits on the Radio
7. Filthy/Gorgeous
8. Music is the Victim
9. Better Luck
10. It Can’t Come Quickly Enough
11. Return To Oz

### Bonusspår
- The Skins
- Get It Get It

## Singlar från albumet
- Laura
- Comfortably Numb
- Take Your Mama
- Mary
- Filthy/Gorgeous